# Pandera
Pandera (Пандер, 1936—1938, Латвия) — единственный мотоцикл, спроектированный на заводе ВЭФ (Рига), сконструированный Арнольдом Пандерсом (Arnolds Panders, Alexandr Panders). Выпущено  2—3 машины. В разработке транспортного средства принимал участие и авиаконструктор Карлис Ирбитис. Карлису Ирбитсу приписывают разработку дизайна мотоцикла.

## История
Инженер рижского завода ВЭФ А. Пандерс в 1932 году запатентовал собственную конструкцию мотоцикла «Пандера». Прототип мотоцикла был завершён в 1937 году. Во второй половине 1930-х годов была изготовлена установочная партия мотоциклов Pandera. Точное количество изготовленных мотоциклов неизвестно, но единственный сохранившийся экземпляр Пандеры имеет номер рамы 301. В 1938 году, на улице Smilšu был зарегистрирован патент электростартера Пандеры.
Владельцем единственного экземпляра мотоцикла Pandera является Гвидо Адамсон (латыш. Gvido Ādamsons). Гвидо Адамсонс приобрёл мотоцикл в 1985 году. В 2009 году, после реставрации мотоцикла, он зарегистрировал его в Дирекции безопасности дорожного движения (CSDD) под маркой «Pandera».

## Технические характеристики
Мотоцикл был сделан по американскому образцу. Мотоцикл Pandera был оснащен оригинальным латвийским электростартером и двигателем. По мнению некоторых специалистов, электростартер мотоцикла Pander был запатентован раньше «Harley-Davidson», в 1938 году. Газеты того времени писали:

«А. Пандерс подходит к мотоциклу и стартует сразу, пока остальные пытаются завести (привести в действие) свои мотоциклы (spēkratus)»

Мотоцикл Pandera имел V-образный нижнеклапанный двигатель рабочим объёмом 750 см³, который поперечно располагался в трубчатой изогнутой раме. Сохранился номер на двигатели 002 и 003, это позволило сделать предположение о двух-трёх экземплярах этой машины. Передняя вилка была сделана параллелограммной. Конструкция мотора являлась собственной работой Арнолдса Пандерса. Двигатель мотоцикла не был адаптирован, его создал и отлил Пандерс в кузнице на улице Акменю (Akmeņu iela).